# 菊間港
菊間港（きくまこう）は、愛媛県今治市菊間町に位置する地方港湾。港湾管理者は愛媛県。

## 概要
太陽石油四国事業所や菊間国家石油備蓄基地が周辺に立地しており、タンカーが主に寄港している。近くには多くの瓦工場が立地しており、かつては菊間瓦の原料や製品の輸送船が盛んに運航されていた。
2015年度の発着数は64隻（26,169総トン）。

## アクセス
- 瀬戸内運輸菊間停留所